# Вайсенберг, Александр Овсеевич
Алекса́ндр Овсе́евич Вайсенбе́рг (22 августа 1916, Слоним — 10 января 1985, Москва) — советский физик-экспериментатор. Работал в области ядерной физики, физики элементарных частиц.

## Биография
Родился в семье фармацевта. В 1923 семья переехала в Ленинград, где он окончил школу и электротехнический техникум. В 1935 поступил на физический факультет Ленинградского государственного университета, который окончил в 1940.
В 1938 поступил лаборантом в радоновую лабораторию Ленинградского рентгенологического и радиологического института. После окончания университета — научный сотрудник этого института. В 1941—44 — в армии. Командовал взводом звукометрической разведки. В 1944 как специалист по ядерной физике был демобилизован и направлен в АН СССР. Работал в Институте физических проблем, в Физическом институте АН СССР, в 1955-85 — в Институте теоретической и экспериментальной физики (ИТЭФ), здесь он принял участие в создании лаборатории фотоэмульсий. Одновременно занимался педагогической деятельностью на кафедрах физики Вологодского сел.-хоз. института (1952—1962), Московского физико-технического института (1962-70). В 1975—1980 редактировал отдел физики космических лучей и элементарных частиц в реферативном журнале «Физика».
Создал магнитный спектрометр для исследования космического излучения. Написал обзор основных экспериментальных сведений о мю-мезонах.